# 俄羅斯駐烏克蘭大使館
俄羅斯駐烏克蘭大使館（俄语：Посольство России на Украине） 是俄羅斯聯邦曾經在烏克蘭設立的外交代表機構。該館存在期間位於烏克蘭首都基輔波維特羅夫洛茨基大街27號（烏克蘭語：Повітрофлотський проспект, 27）。

## 歷史
烏克蘭於1991年8月24日獨立後，俄羅斯於1991年12月5日承認烏克蘭獨立。烏克蘭與俄羅斯之間的外交關係於1992年2月14日簽署《烏克蘭與俄羅斯聯邦建立外交關係議定書》。1992年8月6日，俄羅斯聯邦在基輔開設大使館。

### 交惡
2014年3月，抗議俄羅斯併吞克里米亞，並在俄羅斯駐烏克蘭大使館外舉行示威活動 。2014年6月14日，200至300名抗議者摧毀大使館工作人員的汽車，並用烏克蘭反抗軍的旗幟取代俄羅斯國旗，以抗議俄羅斯政府參與2014年烏克蘭親俄羅斯武裝衝突 。抗議之後是抗議者和大使館工作人員之間的“談判”（由烏克蘭國家安全局）。在這些抗議中，抗議者要求“作為反烏克蘭活動的溫床”的俄羅斯大使館人員應立即離開烏克蘭，並要求俄羅斯承認它正在對烏克蘭發動未宣戰的戰爭
。

### 斷交
2022年2月23日，俄羅斯駐烏克蘭大使館出於安全原因疏散工作人員。
2022年2月24日，俄羅斯大規模入侵烏克蘭，乌克兰随即宣布与俄罗斯断交，并互撤大使馆。

## 大使
- 1991－1996年：列昂尼德·雅科夫列維奇·斯莫利亞科夫（俄语：Смоляков, Леонид Яковлевич）
- 1996－1999年：尤里·弗拉基米羅維奇·杜比寧（英语：Yuri Dubinin）
- 1999－2001年：伊万·帕夫洛维奇·阿博伊莫夫（英语：Ivan Aboimov）
- 2001－2009年：维克托·斯捷潘诺维奇·切尔诺梅尔金
- 2009－2016年：米哈伊爾·尤里耶維奇·祖拉博夫（英语：Mikhail Zurabov）
- 2016年：谢尔盖·利沃维奇·托洛博夫（俄语：Торопов, Сергей Львович）（臨時代辦）
- 2016－2022年：亞歷山大·彼得羅維奇·盧卡希克（臨時代辦）
- 2022年：弗拉基米尔·尤里耶维奇·热格罗夫（臨時代辦）

## 外部連結
- （俄語） 俄羅斯駐烏克蘭大使館 （页面存档备份，存于）
- 外交使團的設置和服務條件條約